# رضا قرایی
رضا قرایی (زادهٔ ۱۳۵۹) پاورلیفتینگوقوی ترین مردان وکیک بوکسرکار ایرانی است. وی چهار بار (۱۳۸۳، ۱۳۸۶، ۱۳۸۷ و ۱۳۸۹) در مسابقات مردان آهنین شرکت کرده و سه بار از آنها را (۱۳۸۳، ۱۳۸۶ و ۱۳۸۷) قهرمان شده‌است.
او همچنین در مسابقات بین‌المللی مختلفی به عنوان نماینده کشور ایران حضور داشته‌است که از مهمترین آنها می‌توان به مسابقات قوی‌ترین مردان جهان(wsm) در سال ۲۰۰۶ اشاره کرد.ک ب عنوان اولین ایرانی از قاره آسیا درتاریخ این رقابت ها حضور پیدا کرد.
وی در مسابقات قوی‌ترین مردان جهان در سال ۲۰۰۶ در اولین گروه مقدماتی با ماریوش پوجانوفسکی، دان پوپ، آریلد هاگن و ینسن پائولین به رقابت پرداخت؛ و در نهایت با قرار گرفتن در جایگاه سوم گروه و مقام شانزدهمی جهان به کار خود خاتمه داد.